# Bundesstraße 509
Die Bundesstraße 509 (Abkürzung: B 509) ist eine deutsche Bundesstraße in Nordrhein-Westfalen.

## Lage
Die Bundesstraße 509 liegt in Nordrhein-Westfalen. Sie führt von Nettetal-Lobberich über Grefrath und Kempen nach Krefeld.

## Verlauf
Die Bundesstraße 509 startet südlich von Lobberich, einem Ortsteil der Stadt Nettetal an der Autobahnanschlussstelle Nettetal der Bundesautobahn 61 nahe der niederländischen Grenze. Nach Norden verlaufend umrundet die B 509 zunächst Lobberich, ehe sie in nordöstliche Richtung abzweigt. Mit Schlibeck erreicht die Bundesstraße die Gemeinde Grefrath und den Flugplatz Grefrath-Niershorst. Über den nach ihr benannten Außenring, erreicht die Bundesstraße die Stadt Kempen. Nach zwei Kreuzungen schlägt die B 509 eine südöstliche Richtung ein und verläuft gerade auf Krefeld zu. Diesen Abschnitt befährt neben der B 509 zusätzlich auch die B 9, über die eine Weiterfahrt nach  Mönchengladbach ermöglicht wird. Die B 509 endet an der Kreuzung Blumentalstraße/Nassauerring in Krefeld. Die 
A 57 sowie die naheliegende Großstadt Duisburg sind über den Europaring (L 473) erreichbar.

## Geschichte
Das ehemalige Ende der Bundesstraße 509 sollte einst die Bundesautobahn 51 (A 51) werden. Diese wurde jedoch, bis auf die Bauvorleistung des Autobahnkreuzes Krefeld-Gartenstadt mit der Bundesautobahn 57 (sog. Kleeblatt mit einer halbdirekten Rampe), nie vollständig realisiert. Das Kreuz ist jedoch als Autobahn-Anschlussstelle beschildert und es sind zwei getrennte Fahrspuren im östlichen Krefelder Raum vorhanden. Am 1. Januar 2013 wurden die Abschnitte Nassauer-, Europa- und Charlottering in Krefeld zur Landesstraße L 473 herabgestuft.